# Liste des membres de l'expédition Endurance
Liste des membres de l'expédition Endurance.

## Groupe de la mer de Weddell
| Photographie | Nom                                             | Naissance | Décès | Navire ou bateau           | Position ou rang               | Informations complémentaires |
| ------------ | ----------------------------------------------- | --------- | ----- | -------------------------- | ------------------------------ | --- |
|              | Ernest Shackleton                               | 1874      | 1922  | James Caird (Capitaine)    | Commandant                     | Fait également partie de l'équipage du James Caird |
|              | Frank Wild                                      | 1873      | 1939  | James Caird                | Commandant en second           | |
|              | Frank Worsley                                   | 1872      | 1943  | Dudley Docker (Capitaine)  | Capitaine de l'Endurance       | Fait également partie de l'équipage du James Caird |
|              | Frank Hurley                                    | 1885      | 1962  | James Caird                | Photographe                    | |
|              | Hubert Hudson                                   | 1886      | 1942  | Stancomb Wills             | Officier de navigation         | |
|              | Lionel Greenstreet                              | 1889      | 1979  | Dudley Docker              | Premier officier               | |
|              | Thomas « Tom » Crean                            | 1877      | 1938  | Stancomb Wills (Capitaine) | Officier en second             | Fait également partie de l'équipage du James Caird |
|              | Alfred Cheetham                                 | 1867      | 1918  | Dudley Docker              | Officier                       | |
|              | Lewis Rickinson                                 | 1883      | 1945  | Stancomb Wills             | Chef mécanicien                | Souffre d'une attaque cardiaque sur l'Île de l'Éléphant |
|              | Alexander Kerr                                  | 1892      | 1964  | Dudley Docker              | Mécanicien en second           | |
|              | James McIlroy                                   | 1879      | 1968  | Stancomb Wills             | Chirurgien                     | |
|              | Alexander Macklin                               | 1889      | 1967  | Dudley Docker              | Chirurgien                     | |
|              | Robert Clark                                    | 1882      | 1950  | James Caird                | Biologiste                     | |
|              | Leonard Hussey                                  | 1891      | 1964  | James Caird                | Météorologiste                 | |
|              | James Wordie                                    | 1889      | 1962  | James Caird                | Géologiste                     | |
|              | Reginald James                                  | 1891      | 1964  | James Caird                | Physicien                      | |
|              | George Marston                                  | 1882      | 1940  | Dudley Docker              | Artiste                        | |
|              | Thomas Orde-Lees                                | 1877      | 1958  | Dudley Docker              | Magasinier et expert mécanique | |
|              | Harry « Chippy » McNish (ou McNeish et MacNish) | 1874      | 1930  | James Caird                | Charpentier de marine          | Fait également partie de l'équipage du James Caird. Non recommandé pour la médaille polaire |
|              | Charles Green                                   | 1888      | 1974  | James Caird                | Cuisinier                      | |
|              | William Stephenson                              | 1889      | 1953  | Stancomb Wills             | Pompier / chauffeur            | Non recommandé pour la médaille polaire |
|              | Ernest Holness                                  | 1892      | 1924  | Dudley Docker              | Pompier / chauffeur            | Non recommandé pour la médaille polaire |
|              | John Vincent                                    | 1879      | 1941  | James Caird                | Marin                          | Fait également partie de l'équipage du James Caird. Non recommandé pour la médaille polaire |
|              | Timothy McCarthy                                | 1888      | 1917  | James Caird                | Marin                          | Fait également partie de l'équipage du James Caird. |
|              | Walter How                                      | 1885      | 1972  | Stancomb Wills             | Marin                          | |
|              | William Lincoln Bakewell                        | 1888      | 1969  | Stancomb Wills             | Marin                          | Recruté à Buenos Aires. Américain, il prétend être Canadien pour participer. Il aide Blackborow à intégrer le navire.                                                                                            |
|              | Thomas McLeod                                   | 1869      | 1960  | Dudley Docker              | Marin                          | |
|              | Perce Blackborow                                | 1894      | 1949  | Stancomb Wills             | Cambusier                      | Passager clandestin à Buenos Aires. |
|              | Daniel Fulthorpe Gooch                          | 1869      | 1926  | -                          | Musher (temporairement)        | Il n'est pas considéré comme un membre permanent de l'expédition et aide Shackleton à remplacer un musher qui a démissionné au dernier moment. Il retourne en Angleterre quand l'Endurance est en Géorgie du Sud |
|              | Mrs. Chippy                                     |           | 1915  | -                          | Mascotte                       | Chat de McNish. Mort après le naufrage de l'Endurance |

## Groupe de la mer de Ross

### Équipe débarquée
| Photographie | Nom                  | Naissance | Décès | Position ou rang                        | Informations complémentaires |
| ------------ | -------------------- | --------- | ----- | --------------------------------------- | ---------------------------- |
|              | Æneas Mackintosh     | 1879      | 1916  | Commandant                              | Mort pendant l'expédition    |
|              | Ernest Joyce         | 1875      | 1940  | Responsable des chiens et des traîneaux |                              |
|              | Ernest Wild          | 1879      | 1918  | Magasinier                              |                              |
|              | Arnold Spencer-Smith | 1883      | 1916  | Aumônier et photographe                 | Mort pendant l'expédition    |
|              | John Lachlan Cope    | 1893      | 1947  | Biologiste et chirurgien                |                              |
|              | Alexander Stevens    | 1886      | 1965  | Scientifique principal                  |                              |
|              | Richard W. Richards  | 1893      | 1985  | Physicien                               |                              |
|              | Andrew Keith Jack    | 1885      | 1966  | Physicien                               |                              |
|              | Irvine Gaze          | 1890      | 1978  | Assistant                               |                              |
|              | Victor Hayward       |           | 1916  | Assistant                               | Mort pendant l'expédition    |

### À bord de l'Aurora
| Photographie | Nom                             | Naissance | Décès | Position ou rang                   | Informations complémentaires                                             |
| ------------ | ------------------------------- | --------- | ----- | ---------------------------------- | ------------------------------------------------------------------------ |
|              | Aubrey Howard Ninnis            |           | 1956  | Spécialiste des tracteurs à moteur | Prévu pour l'équipe débarquée mais bloqué sur l'Aurora pendant la dérive |
|              | Lionel Hooke                    | 1895      | 1974  | Opérateur radio                    | Prévu pour l'équipe débarquée mais bloqué sur l'Aurora pendant la dérive |
|              | Joseph Stenhouse                | 1887      | 1941  | Premier officier (puis capitaine)  |                                                                          |
|              | Leslie Thompson                 |           |       | Officer en second                  |                                                                          |
|              | Alfred Larkman                  |           | 1962  | Chef mécanicien                    |                                                                          |
|              | C. Adrian Donnelly (ou Donolly) |           |       | Mécanicien en second               |                                                                          |
|              | James Paton                     | 1869      | 1918  | Bosco                              |                                                                          |
|              | Clarence Maugher (ou Mauger)    |           |       | Charpentier                        |                                                                          |
|              | Sydney Atkin                    |           |       | Marin                              |                                                                          |
|              | Arthur Downing                  |           |       | Marin                              |                                                                          |
|              | William Kavanagh                |           |       | Marin                              |                                                                          |
|              | A. « Shorty » Warren            |           |       | Marin                              |                                                                          |
|              | Charles Glidden                 |           |       | Marin                              |                                                                          |
|              | S. Grady (ou Grade)             |           |       | Pompier                            |                                                                          |
|              | William Mugridge                |           |       | Pompier                            |                                                                          |
|              | Harold Shaw                     |           |       | Pompier                            |                                                                          |
|              | Edward Wise                     |           |       | Cuisinier                          |                                                                          |
|              | Emile d'Anglade                 |           |       | Steward                            |                                                                          |